# Park Narodowy Grenlandii

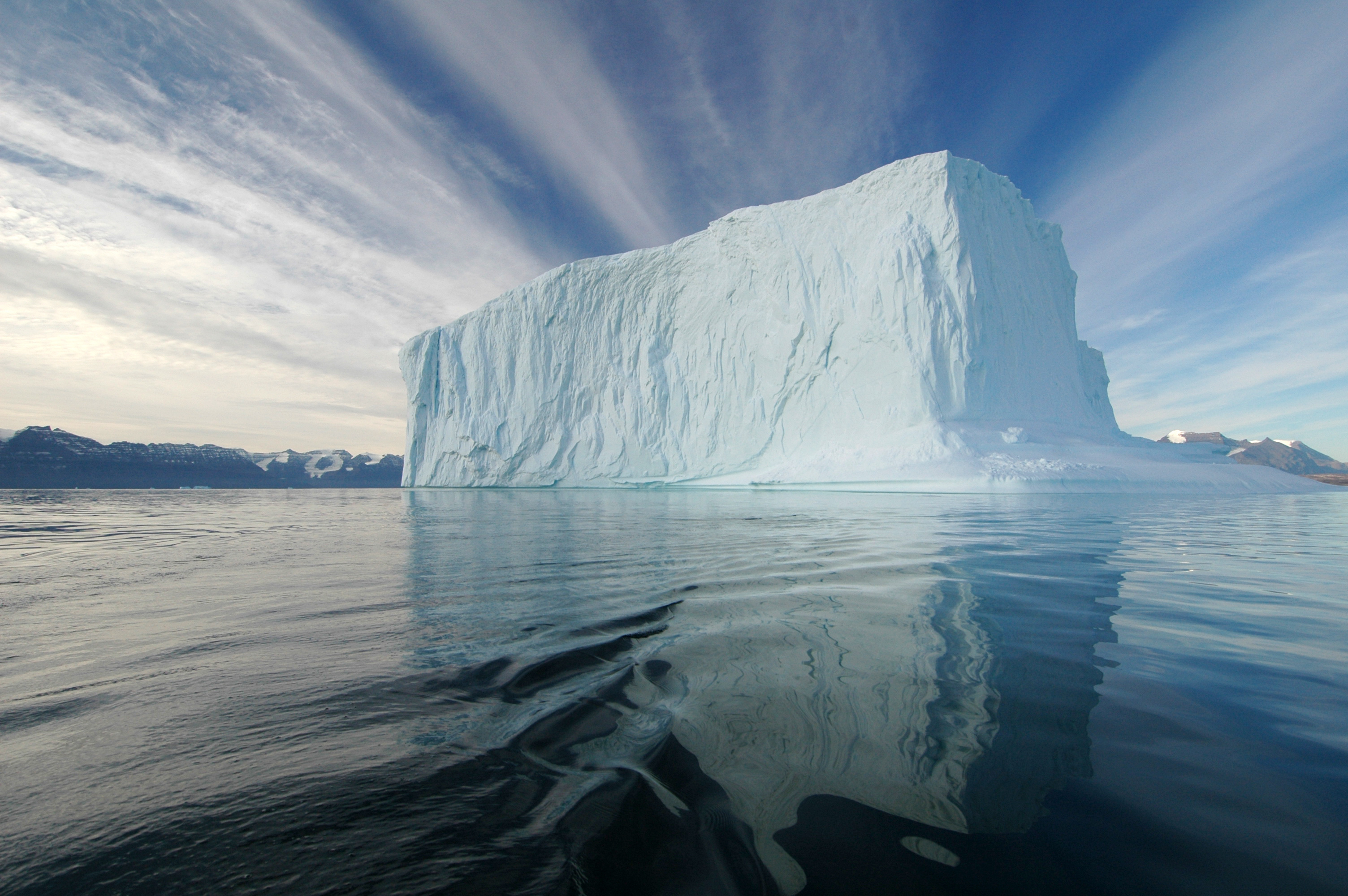
Góra lodowa w parku narodowym

Park Narodowy Grenlandii (gren. Kalaallit Nunaanni nuna eqqissisimatitaq, duń. Grønlands Nationalpark) – największy na świecie park narodowy, znajdujący się na terenie północno-wschodniej Grenlandii. Park narodowy został założony 22 maja 1974, zaś w 1988 został powiększony do obecnych rozmiarów.
W latach 1977–2018 park był rezerwatem biosfery UNESCO, przestał nim być ze względu na brak stałych mieszkańców.

## Obszar
Park rozciąga się na powierzchni 972 000 km². Obejmuje obszar od Ziemi Knuda Rasmussena na północnym zachodzie po Ziemię Króla Chrystiana X i Ziemię Scoresby’ego na południu, w tym pokryte lądolodem wnętrze wyspy i pozbawione lodu obszary wybrzeża. Od 1 stycznia 2009 park stanowi jednostkę niemunicypalną w podziale administracyjnym wyspy, graniczy z gminą Avannaata na zachodzie i Sermersooq na południu.

## Obecność ludzka
Zimą na terenie parku przebywa ok. 30 osób, latem ta liczba wzrasta, gdy sezon badawczy rozpoczynają naukowcy. Na terenie parku znajdują się niewielkie placówki badawcze i/lub wojskowe:
- Daneborg
- Danmarkshavn(inne języki)
- Mestersvig
- Nord
- Summit Camp
- Zackenberg

## Fauna
W parku żyje od 5 do 15 tys. wołów piżmowych. Występują też niedźwiedzie polarne, lisy polarne, morsy arktyczne, zające polarne i in.